# 費穆 (映画監督)
費 穆（フェイ・ムー、ひぼく、1906年10月10日 - 1951年1月31日）は、中国上海出身の映画監督。字は敬廬。

## 経歴
1906年に上海に生まれ、1916年に北京に移った。法文高等学堂で様々な外国語を学ぶ。この時期に左目を失明している。後、鉱山事務所の会計として働く傍ら、映画評論を始め、朱石麟とともに映画雑誌「好莱塢」を創刊する。1930年に天津の華北電影に入社し英文字幕の翻訳を担当する。1931年、侯曜監督の『故宮新怨』の撮影に参加し、助監督としての活動を開始する。1932年には上海の聯華影業に入社。都市の貧富の対立を描いた『城市之夜』で監督デビューを果たす。1936年、抗日運動のため、欧陽予倩・蔡楚生と上海電影界救国会を結成、国防映画『狼山喋血記』を監督する。日中戦争が始まり、「孤島」と化した上海で民華影業公司を設立、『孔夫子』などの作品を監督したが、太平洋戦争が始まり租界が占領されると日本軍への協力を拒否し、舞台の演出に転向する。戦後に映画界に復帰、1946年に国民党が中華電影の施設を接収して設立した撮影所、上海実験電影工場の所長となる。1948年には梅蘭芳の舞台を撮影した中国初のカラー映画『生死恨』を監督。同じ年、『田舎町の春』（小城之春）を監督する。この映画は費の代表作とされており、2005年には、中国映画誕生100周年を記念して選ばれた香港電影金像奨の中国映画歴代ベスト100で第一位に選出された。1949年、香港に移住し、龍馬影片を創業、『江湖児女』の製作を開始するが、完成しないまま1951年に心臓病で死去した。

## フィルモグラフィー

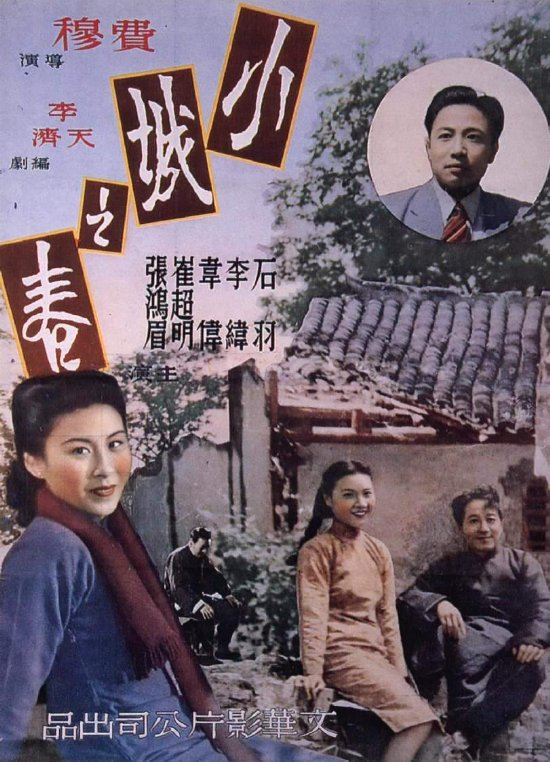
『田舎町の春』ポスター

### 監督
- 城市之夜 (1933年)
- 人生 (1934年)
- 香雪海 (1934年)
- 天倫 (1935年)
- 狼山喋血記 (1936年)
- 聯華交響曲 (1937年) ※オムニバス
- 鍍金的城 (1937年)
- 北戦場精忠録 (1937年)
- 孔夫子 (1940年)
- 洪宣嬌 (1940年)
- 古中国之歌 (1940年)
- 小放牛 (1947年)
- 生死恨 (1948年)
- 『田舎町の春』小城之春 (1948年)

### 脚本のみ
- 前台與後台 (1937年)
- 斬経堂 (1937年)
- 世界児女 (1941年)

## 家族
長女はソプラノ歌手の費明儀、弟は大公報の社長を務めた費彝民である。